# Peter Cushing
Peter Wilton Cushing, OBE 
(26 tháng 5 năm 1913 - 11 tháng 8 năm 1994) là một diễn viên người Anh. Ông đã giành giải thưởng Nam diễn viên xuất sắc nhất của BAFTA năm 1956. Ông chủ yếu được biết đến với sự xuất hiện nhiều lần trong các phim của hãng Hammer Films, trong đó ông đóng các vai mạnh mẽ như nhà khoa học nham hiểm Baron Frankenstein, Sherlock Holmes và thợ săn ma cà rồng Dr. Van Helsing, ngoài ra còn nhiều vai khác. Trong phim ông thường xuyên đối đầu với Christopher Lee, và thỉnh thoảng với Vincent Price. 
Một gương mặt quen thuộc ở cả hai bờ Đại Tây Dương, vai nổi tiếng nhất của Cushing ngoài các phim Hammer bao gồm Grand Moff Tarkin trong Star Wars (1977) và Dr. Who in Doctor Who and the Daleks (1965) và Daleks – Invasion Earth: 2150 A.D. (1966). Các phim này dựa trên phim bộ truyền hình Doctor Who.

## Sự nghiệp

### Phim điện ảnh
| Phim                                   | Năm  | Vai diễn                         | Ghi chú                                                                                               |
| -------------------------------------- | ---- | -------------------------------- | --- |
| The Man in the Iron Mask               | 1939 | Second Officer                   | Playing opposite Louis Hayward to facilitate the double exposure scenes, with a small role of his own |
| Laddie                                 | 1940 | Robert Pryor                     | |
| Vigil in the Night                     | 1940 |                                  | |
| A Chump at Oxford                      | 1940 | Student                          | |
| Women in War                           | 1940 | Captain Evans                    | (Uncredited role)                                                                                     |
| The Howards of Virginia                | 1940 | Leslie Stephens                  | (Uncredited role)                                                                                     |
| They Dare Not Love                     | 1941 | Sub-Lieutenant Blackler          | (Uncredited role)                                                                                     |
| Hamlet                                 | 1948 | Osric                            | |
| Moulin Rouge                           | 1952 | Marcel de la Voisier             | |
| The Black Knight                       | 1954 | Sir Palamides                    | |
| The End of the Affair                  | 1955 | Henry Miles                      | |
| Magic Fire                             | 1955 | Otto Wesendonk                   | |
| Alexander the Great                    | 1956 | General Memnon                   | |
| Time Without Pity                      | 1957 | Jeremy Clayton                   | |
| The Curse of Frankenstein              | 1957 | Victor Frankenstein              | |
| The Abominable Snowman                 | 1957 | Dr. Rollason                     | |
| Violent Playground                     | 1958 | Priest                           | |
| Dracula                                | 1958 | Doctor Van Helsing               | |
| The Revenge of Frankenstein            | 1958 | Victor Frankenstein              | |
| The Hound of the Baskervilles          | 1959 | Sherlock Holmes                  | |
| John Paul Jones                        | 1959 | Captain Richard Pearson          | |
| The Mummy                              | 1959 | John Banning                     | |
| The Flesh and the Fiends               | 1960 | Dr. Robert Knox                  | |
| Cone of Silence                        | 1960 | Captain Clive Judd               | |
| The Brides of Dracula                  | 1960 | Doctor Van Helsing               | |
| Suspect                                | 1960 | Professor Sewell                 | |
| Sword of Sherwood Forest               | 1960 | Sheriff of Nottingham            | |
| The Hellfire Club                      | 1961 | Merryweather                     | |
| Fury at Smugglers' Bay                 | 1961 | Squire Trevenyan                 | |
| The Naked Edge                         | 1961 | Mr. Evan Wrack                   | |
| Cash on Demand                         | 1961 | Harry Fordyce                    | |
| Captain Clegg                          | 1962 | Parson Blyss                     | Alternate title: Night Creatures                                                                      |
| The Devil's Agent                      | 1962 | (Scenes deleted)                 | |
| The Man Who Finally Died               | 1963 | Dr. Peter von Brecht             | |
| The Evil of Frankenstein               | 1964 | Victor Frankenstein              | |
| The Gorgon                             | 1964 | Dr. Namaroff                     | |
| Dr. Terror's House of Horrors          | 1965 | 'Dr. Terror' / Dr. W. R. Schreck | |
| She                                    | 1965 | Maj, Holly                       | |
| The Skull                              | 1965 | Dr. Christopher Maitland         | |
| Dr. Who and the Daleks                 | 1965 | Dr. Who                          | |
| Island of Terror                       | 1966 | Dr. Brian Stanley                | |
| Daleks – Invasion Earth: 2150 A.D.     | 1966 | Dr. Who                          | |
| Frankenstein Created Woman             | 1967 | Victor Frankenstein              | |
| Night of the Big Heat                  | 1967 | Dr. Vernon Stone                 | |
| Torture Garden                         | 1967 | Lancelot Canning                 | Segment 4: "The Man Who Collected Poe"                                                                |
| Some May Live                          | 1967 | John Meredith                    | |
| The Blood Beast Terror                 | 1968 | Detective Inspector Quennell     | |
| Corruption                             | 1968 | Sir John Rowan                   | |
| Frankenstein Must Be Destroyed         | 1969 | Victor Frankenstein              | |
| Scream and Scream Again                | 1970 | Major Heinrich Benedek           | |
| Incense for the Damned                 | 1970 | Dr. Walter Goodrich              | Alternate title: Bloodsuckers                                                                         |
| One More Time                          | 1970 | Dr. Frankenstein                 | (Uncredited role)                                                                                     |
| The Vampire Lovers                     | 1970 | General von Spielsdorf           | |
| The House That Dripped Blood           | 1971 | Philip Grayson                   | Segment 2: "Waxworks"                                                                                 |
| Twins of Evil                          | 1971 | Gustav Weil                      | |
| I, Monster                             | 1971 | Frederick Utterson               | |
| Tales from the Crypt                   | 1972 | Arthur Edward Grimsdyke          | Segment 3: "Poetic Justice"                                                                           |
| Dracula A.D. 1972                      | 1972 | Van Helsing                      | |
| Dr. Phibes Rises Again                 | 1972 | Captain                          | |
| Asylum                                 | 1972 | Mr. Smith                        | Segment 2: "The Weird Tailor"                                                                         |
| Fear in the Night                      | 1972 | Michael Carmichael               | |
| Horror Express                         | 1972 | Dr. Wells                        | |
| Nothing But the Night                  | 1973 | Sir Mark Ashley                  | |
| The Creeping Flesh                     | 1973 | Emmanuel Hildren                 | |
| And Now the Screaming Starts!          | 1973 | Dr. Pope                         | |
| The Satanic Rites of Dracula           | 1973 | Van Helsing                      | |
| Frankenstein and the Monster from Hell | 1974 | Victor Frankenstein              | |
| From Beyond the Grave                  | 1974 | Antique Shop Proprietor          | |
| Madhouse                               | 1974 | Herbert Flay                     | |
| The Beast Must Die                     | 1974 | Dr. Christopher Lundgren         | |
| The Legend of the 7 Golden Vampires    | 1974 | Van Helsing                      | |
| Tender Dracula                         | 1974 | MacGregor                        | |
| Legend of the Werewolf                 | 1975 | Professor Paul                   | |
| The Ghoul                              | 1975 | Dr. Lawrence                     | Medalla Sitges en Plata de Ley Award for Best Actor                                                   |
| Trial by Combat                        | 1976 | Sir Edward Gifford               | Alternate title: Dirty Knights Work                                                                   |
| Land of the Minotaur                   | 1976 | Baron Corofax                    | Alternate title: The Devil's Men                                                                      |
| At the Earth's Core                    | 1976 | Dr. Abner Perry                  | |
| Star Wars                              | 1977 | Grand Moff Tarkin                | Nominated: Saturn Award for Best Supporting Actor                                                     |
| Shock Waves                            | 1977 | SS Commander                     | Alternate title: Almost Human                                                                         |
| The Uncanny                            | 1977 | Wilbur                           | |
| Die Standarte (de)                     | 1977 | Baron von Hackenberg             | Alternate title: The Standard                                                                         |
| Son of Hitler                          | 1978 | Heinrich Haussner                | |
| Arabian Adventure                      | 1979 | Wazir Al Wuzara                  | |
| A Touch of the Sun                     | 1979 | Commissioner Potts               | Alternate title: No Secrets!                                                                          |
| Misterio en la isla de los monstruos   | 1981 | William T. Kolderup              | Alternate title: Mystery on Monster Island                                                            |
| Black Jack                             | 1981 | Sir Thomas Bedford               | Alternate title: Asalto al casino                                                                     |
| House of the Long Shadows              | 1983 | Sebastian Grisbane               | Caixa de Catalunya Award for Best Actor (shared with Vincent Price, Christopher Lee & John Carradine) |
| Top Secret!                            | 1984 | Bookstore Proprietor             | |
| Sword of the Valiant                   | 1984 | Seneschal – Gaspar               | |
| Biggles: Adventures in Time            | 1986 | Air Commodore William Raymond    | |

### Truyền hình
| Phim                          | Năm       | Vai diễn | Note |
| ----------------------------- | --------- | --- | --- |
| Pride and Prejudice           | 1952      | Mr. Darcy | TV mini-series (all 6 episodes) |
| Epitaph for a Spy             | 1953      | Josef Vadassey | TV mini-series (all 6 episodes) |
| You are There                 | 1953      | Rudolf Hess | Season 1, episode 20: "The Escape of Rudolf Hess" |
| BBC Sunday-Night Theatre      | 1951–1957 | Charles Appleby Cyril Beverly Simpson Antoine Vanier Piotr Petrovsky Seppi Fredericks Prince Mikhail Alexandrovitch Ouratieff Beau Brummell Winston Smith Dr. John Rollason Prime Minister Mr. Manningham | Season 2, episode 48: "Eden End (I)" Season 3, episode 15: "Bird in Hand" Season 4, episode 5: "Number Three" Season 4, episode 25: "The Road" Season 4, episode 28: "Anastasia" Season 4, episode 34: "Portrait by Peko" Season 5, episode 4: "Tovarich" Season 5, episode 11: "Beau Brummell" Season 5, episode 50: "Nineteen Eighty-Four" Season 6, episode 5: "The Creature" Season 6, episode 10: "The Moment of Truth" Season 8, episode 2: "Gaslight" |
| Drama 61-67                   | 1962      | Frederick James Parsons | Season 2, episode 7: "Drama '62: Peace with Terror" |
| ITV Television Playhouse      | 1962      | Fred Parsons | Season 8, episode 3: "Peace with Terror" |
| The Spread of the Eagle       | 1963      | Cassius | TV mini-series |
| Comedy Playhouse              | 1963      | Albert Fawkes | Season 3, episode 6 "The Plan" |
| Story Parade                  | 1964      | Elijah Baley | Episode: "The Caves of Steel" (unknown season) |
| Thirty-Minute Theatre         | 1965      | Leonard | Season 1, episode 5: "Monica" |
| The Avengers                  | 1967      | Paul Beresford | Episode: "Return of the Cybernauts" (season 5, episode 17 or season 6, episode 1) |
| Sherlock Holmes               | 1968      | Sherlock Holmes | All 16 episodes from season 2: "The Second Strain" "The Dancing Men" "A Study in Scarlet" "The Hound of the Baskervilles (Part 1)" "The Hound of the Baskervilles (Part 2)" "The Boscombe Valley Mystery" "The Greek Interpreter" "The Naval Treaty" "Thor Bridge" "The Musgrave Ritual" "Black Peter" "Wisteria Lodge" "Shoscombe Old Place" "The Solitary Cyclist" "The Sign of Four" "The Blue Carbuncle"                                                 |
| Orson Welles' Great Mysteries | 1973      | Count Gerard De Merret | Season 1, episode 4: "La Grande Breteche" |
| The Zoo Gang                  | 1974      | Judge Gautier | Season 1, episode 5: "The Counterfeit Trap" |
| Space: 1999                   | 1976      | Raan | Season 1, episode 7: "Missing Link" |
| Looks Familiar                | 1976      | 1 episode – dated ngày 2 tháng 2 năm 1976 | |
| The New Avengers              | 1976      | Von Claus | Season 1, episode 1: "The Eagle's Nest" |
| Hammer House of Horror        | 1980      | Martin Blueck | Season 1, episode 7: "The Silent Scream" |
| Tales of the Unexpected       | 1983      | Von Baden | Season 6, episode 8: "The Vorpal Blade" |

### Phim truyền hình
| Phim                                | Năm  | Vai diễn                   | Ghi chú |
| ----------------------------------- | ---- | -------------------------- | ------- |
| When We Are Married                 | 1951 | Gerald Forbes              |         |
| If This Be Error                    | 1952 | Nick Grant                 |         |
| Asmodée                             | 1952 | Blaise Lebel               |         |
| The Silver Swan                     | 1952 | Lord Henriques             |         |
| Rookery Nook                        | 1953 | Clive Popkiss              |         |
| The Noble Spaniard                  | 1953 | Duke of Hermanos           |         |
| A Social Success                    | 1953 | Henry Robbins              |         |
| The Face of Love                    | 1954 | Mardian Thersites          |         |
| Richard of Bordeaux                 | 1955 | Richard II                 |         |
| The Browning Version                | 1955 | Andrew Crocker-Harris      |         |
| Home at Seven                       | 1957 | David Preston              |         |
| The Winslow Boy                     | 1958 | Sir Robert Morton          |         |
| Uncle Harry                         | 1958 | Uncle Harry                |         |
| Beyond the Water's Edge             | 1972 |                            |         |
| The Great Houdini                   | 1976 | Sir Arthur Conan Doyle     |         |
| A Tale of Two Cities                | 1980 | Dr. Alexander Manette      |         |
| Helen Keller: The Miracle Continues | 1984 | Professor Charles Copeland |         |
| The Masks of Death                  | 1984 | Sherlock Holmes            |         |